# Nomascus hainanus
O gibão-cristado-de-hainan (Nomascus hainan), também conhecido simplesmente conhecido como gibão-de-hainan é uma das 7 espécies de Nomascus. Como o seu nome indica, esta espécie é somente encontrada na Ilha de Hainan, na China.

## Estado de conservação
Atualmente está listado como críticamente ameaçado porque perdeu mais de 80% de sua população nos últimos 45 anos devido à caça e à perda de habitat. Para além disso estima-se que haja menos de 30 indivíduos maduros em estado selvagem.